# Завлака
Завлака је насеље у Србији у општини Крупањ у Мачванском округу. Према попису из 2022. било је 739 становника.

## Историја
Током Другог светског рата у овом селу се одиграла Битка на Завлаци 1941.

## Демографија
У насељу Завлака живи 788 пунолетних становника, а просечна старост становништва износи 42,6 година (41,4 код мушкараца и 43,9 код жена). У насељу има 306 домаћинстава, а просечан број чланова по домаћинству је 3,14.
Ово насеље је великим делом насељено Србима (према попису из 2002. године).
|  |

| Демографија | Демографија | Демографија |
| Година      | Становника  | Становника  |
| ----------- | ----------- | ----------- |
| 1948.       | 1.487       |             |
| 1953.       | 1.547       |             |
| 1961.       | 1.410       |             |
| 1971.       | 1.176       |             |
| 1981.       | 1.039       |             |
| 1991.       | 991         | 985         |
| 2002.       | 962         | 972         |

| Етнички састав према попису из 2002.‍ | Етнички састав према попису из 2002.‍ | Етнички састав према попису из 2002.‍ | Етнички састав према попису из 2002.‍ | Етнички састав према попису из 2002.‍ |
| ------------------------------------ | ------------------------------------ | ------------------------------------ | ------------------------------------ | ------------------------------------ |
|                                      |                                      |                                      |                                      |                                      |
| Срби                                 | Срби                                 |                                      | 958                                  | 99,58%                               |
| непознато                            | непознато                            |                                      | 3                                    | 0,31%                                |

| Година пописа     | 1948. | 1953. | 1961. | 1971. | 1981. | 1991. | 2002. |
| ----------------- | ----- | ----- | ----- | ----- | ----- | ----- | ----- |
| Број домаћинстава | 235   | 260   | 302   | 284   | 292   | 325   | 306   |

| Број чланова      | 1  | 2  | 3  | 4  | 5  | 6  | 7  | 8 | 9 | 10 и више | Просек |
| ----------------- | -- | -- | -- | -- | -- | -- | -- | - | - | --------- | ------ |
| Број домаћинстава | 54 | 81 | 54 | 54 | 25 | 26 | 10 | 1 | 1 | 0         | 3,14   |

| Пол    | Укупно | Неожењен/Неудата | Ожењен/Удата | Удовац/Удовица | Разведен/Разведена | Непознато |
| ------ | ------ | ---------------- | ------------ | -------------- | ------------------ | --------- |
| Мушки  | 407    | 109              | 272          | 21             | 4                  | 1         |
| Женски | 408    | 57               | 276          | 69             | 5                  | 1         |
| УКУПНО | 815    | 166              | 548          | 90             | 9                  | 2         |

| Пол    | Укупно                    | Пољопривреда, лов и шумарство | Рибарство                            | Вађење руде и камена | Прерађивачка индустрија       |
| ------ | ------------------------- | ----------------------------- | ------------------------------------ | -------------------- | ----------------------------- |
| Мушки  | 235                       | 115                           | 0                                    | 4                    | 27                            |
| Женски | 151                       | 99                            | 1                                    | 0                    | 10                            |
| УКУПНО | 386                       | 214                           | 1                                    | 4                    | 37                            |
| Пол    | Производња и снабдевање   | Грађевинарство                | Трговина                             | Хотели и ресторани   | Саобраћај, складиштење и везе |
| Мушки  | 1                         | 24                            | 22                                   | 8                    | 10                            |
| Женски | 1                         | 0                             | 16                                   | 1                    | 2                             |
| УКУПНО | 2                         | 24                            | 38                                   | 9                    | 12                            |
| Пол    | Финансијско посредовање   | Некретнине                    | Државна управа и одбрана             | Образовање           | Здравствени и социјални рад   |
| Мушки  | 0                         | 3                             | 4                                    | 8                    | 3                             |
| Женски | 1                         | 2                             | 2                                    | 11                   | 3                             |
| УКУПНО | 1                         | 5                             | 6                                    | 19                   | 6                             |
| Пол    | Остале услужне активности | Приватна домаћинства          | Екстериторијалне организације и тела | Непознато            | Непознато                     |
| Мушки  | 0                         | 0                             | 0                                    | 6                    | 6                             |
| Женски | 0                         | 0                             | 0                                    | 2                    | 2                             |
| УКУПНО | 0                         | 0                             | 0                                    | 8                    | 8                             |